# Synopsis der Mitteleuropäischen Flora
Synopsis der Mitteleuropäischen Flora (abreviado Syn. Mitteleur. Fl.) es un libro con ilustraciones y descripciones botánicas que fue escrito conjuntamente por Paul Friedrich August Ascherson & Karl Otto Robert Peter Paul Graebner. Fue publicado en 12 volúmenes en los años 1896-1939.

## Publicación
- Volumen n.º 1: 1896-98;
- Volumen n.º 2(1): 1898-1902;
- Volumen n.º 2(2): 1902-04;
- Volumen n.º 3: 1905-07;
- Volumen n.º 4: 1908-12;
- Volumen n.º 5(1): 1913-19;
- Volumen n.º 5(2): 1920-29;
- Volumen n.º 5(3): 1935;
- Volumen n.º 5(4): 1936-38;
- Volumen n.º 6(1): 1900-05;
- Volumen n.º 6(2): 1906-10;
- Volumen n.º 7: 1911-17;
- Volumen n.º 8-11: no publicado;
- Volumen n.º 12(1): 1922-30;
- Volumen n.º 12(2): 1930-35;
- Volumen n.º 12(3): 1936-38.
- Ed. 2. vol. 1: 1912-13; vol. 2(1): 1913-20.